# Reasonable Woman
Reasonable Woman (en español: Mujer Razonable) es el décimo álbum de estudio de la cantautora australiana Sia, que fue lanzado por Atlantic Records  el 3 de mayo de 2024.

## Antecedentes
En 2016, Sia lanzó su álbum This Is Acting, compuesto en su mayoría por canciones que había escrito originalmente para otros artistas. Al año siguiente, dirigió Music, una película que también escribió.  Además de escribir 10 canciones para la película, anunció en febrero de 2020 que tenía dos nuevos álbumes "esperando a salir", uno de los cuales sería su versión de la banda sonora. Titulado Music – Songs from and Inspired by the Motion Picture, se publicó en febrero de 2021 junto con la película.  En una entrevista de 2020 con Zach Sang, Sia declaró que el otro álbum se titularía Reasonable Woman.

## Promoción
El sencillo principal del álbum "Gimme Love" fue lanzado el 13 de septiembre de 2023. El segundo sencillo, "Dance Alone", una colaboración con Kylie Minogue, salió a la venta el 7 de febrero de 2024. El 5 de abril de 2024 se publicó el tercer sencillo, "Incredible", una colaboración con Labrinth. El cuarto sencillo, "I Forgive You" le siguió una semana después, el 12 de abril de 2024,  y el quinto sencillo, "Fame Won't Love You", un tema con la colaboración de Paris Hilton, se publicó el 19 de abril.

### Portada
La portada del álbum muestra a Sia sentada junto a una niña. Ambas llevan moños rosas en el pelo, y Sia también lleva su característica peluca rizada de gran tamaño. La portada "original", que aparece en varios lanzamientos físicos del álbum, muestra a Sia de pie junto a una piscina con un traje naranja, con los pies, las manos y la cabeza cubiertos de sombras blancas, grises y negras.

## Crítica
En su crítica para AllMusic, Neil Z. Yeung alabó Reasonable Woman, comentando que "devuelve a Sia al buen camino" tras "un periodo de rendimientos decrecientes a través de contribuciones puntuales a bandas sonoras y su incomprendido "Music – Songs from and Inspired by the Motion Picture".  Katie Colombus de The Arts Desk calificó el álbum como uno con "notas altísimas, letras locas, habilidades vocales intensamente técnicas pero melifluas, ritmos que sacuden el trasero y melodías inolvidables", elogiando la forma de componer de Sia y afirmando que "la consolida como un camaleón que permanece fiel a sí misma".

## Lista de canciones
| Reasonable Woman track listing |                                                       |             |          |  |
| N.º                            | Título                                                | Producer(s) | Duración |  |
| 1.                             | «Little Wing»                                         | Shatkin     | 3:19     |  |
| 2.                             | «Immortal Queen» (con Chaka Khan)                     | Kurstin     | 3:20     |  |
| 3.                             | «Dance Alone» (con Kylie Minogue)                     | Shatkin     | 2:52     |  |
| 4.                             | «I Had a Heart»                                       | Shatkin     | 2:49     |  |
| 5.                             | «Gimme Love»                                          | Shatkin     | 3:34     |  |
| 6.                             | «Nowhere to Be»                                       | Shatkin     | 3:16     |  |
| 7.                             | «Towards the Sun»                                     | Shatkin     | 2:48     |  |
| 8.                             | «Incredible» (con Labrinth)                           | Labrinth    | 3:34     |  |
| 9.                             | «Champion» (con Tierra Whack, Kaliii & Jimmy Jolliff) | Shatkin     | 2:41     |  |
| 10.                            | «I Forgive You»                                       | Kurstin     | 4:20     |  |
| 11.                            | «Wanna Be Known»                                      | Kurstin     | 3:46     |  |
| 12.                            | «One Night»                                           | Shatkin     | 2:59     |  |
| 13.                            | «Fame Won't Love You» (con Paris Hilton)              | Kurstin     | 3:20     |  |
| 14.                            | «Go On»                                               | Shatkin     | 3:14     |  |
| 15.                            | «Rock and Balloon»                                    | Shatkin     | 4:00     |  |
| 49:52                          |                                                       |             |          |  |

| Spotify bonus track |              |             |          |  |
| N.º                 | Título       | Producer(s) | Duración |  |
| 16.                 | «Gimme Love» | Shatkin     | 2:57     |  |
| 52:49               |              |             |          |  |

| Japanese edition bonus track |                  |          |  |
| N.º                          | Título           | Duración |  |
| 16.                          | «Did Me a Favor» | 4:47     |  |
| 54:39                        |                  |          |  |

## Personal
Músicos
- Sia - voz
- Jesse Shatkin - teclados (pistas 1, 3-7, 9, 12, 14, 15); bajo, batería, percusión, sintetizador (1, 3-7, 9, 12, 15); programación de batería (1, 3-5, 7, 9, 12, 15), piano (5-7, 12), programación (6, 14), metal (9), instrumentación (14), programación de instrumentos (15)
- Greg Kurstin - bajo, teclados, sintetizador (pistas 2, 10-12); batería, percusión (2, 12); Mellotron (2), piano (10-12), string orquesta (10, 11), guitarra (11, 12), marimba (12)
- Chaka Khan - voz (pista 2)
- Jim-E Stack - bajo, programación de batería, teclados, percusión, sintetizador (pista 3)
- Eli Teplin: teclados (pista 3)
- Kylie Minogue - voz (pista 3)
- Zeke Chabon - programación adicional (pista 4)
- Dylan Wiggins - bajo (pista 4)
- Alexis S. James - coro (pista 5)
- Ashly Williams - coro (pista 5)
- Brittany J. Wallace - coro (pista 5)
- Bryan A. Green - coro (pista 5)
- Chadric Johnson - coro (pista 5)
- Curnita E. Turner - coro (pista 5)
- Eric L. Copeland II - coro (pista 5)
- Jerel M. Duren - coro (pista 5)
- Lanita Smith - coro (pista 5)
- Gabriel Katz - bajo (pista 6)
- Samuel Dent - cuerdas (pista 6)
- Labrinth - voz (pista 8)
- Jimmy Jolliff - voz (pista 9)
- Kaliii - voz (pista 9)
- Tierra Whack - voz (pista 9)
- Bülow - voz adicional (pista 12)
- Gabe Noel - instrumentación (pista 12)
- Paris Hilton - voz (pista 13)
- Benny Blanco - instrumentación, teclados, programación (pista 14)
- Jasper Harris - instrumentación, teclados, programación (pista 14)
- Joe Kennedy - teclados, piano (pista 15)

Técnicos
- Chris Gehringer - masterización
- Mark «Spike» Stent - mezcla (pistas 1, 4-7, 10, 11)
- Greg Kurstin - mezcla (pistas 2, 13), ingeniería (2, 10, 11, 13)
- Serban Ghenea - mezcla (pistas 3, 12, 14)
- Labrinth - mezcla (pista 8)
- Rob Kinelski - mezcla (pista 9)
- Jesse Shatkin - mezcla (pista 15), ingeniería (1, 3-7, 9, 12, 15), arreglo de cuerdas (12)
- Julian Burg - ingeniería (pistas 2, 10, 11, 13)
- Matt Tuggle - ingeniería (pistas 2, 10, 11, 13)
- Samuel Dent - ingeniería (pista 6), ingeniería adicional (1, 3-5, 7, 9, 12, 15), arreglo de cuerdas (4, 12)
- Zeke Chabon - ingeniería (pistas 3, 12), ingeniería adicional (3, 8)
- Kylie Minogue - ingeniería vocal (pista 3)
- Sam Scotch - ingeniería vocal (pista 13)
- Oli Kraus - arreglo de cuerdas (pista 10)
- Nathan Cimino - ingeniería adicional (pista 7)
- Will Quinnell - asistencia en la masterización (pista 5)
- Matt Wolach - asistencia en la mezcla (pistas 1, 4-7, 10, 11)
- Bryce Bordone - asistencia de mezcla (pistas 3, 12, 14)
- Eli Heisler - asistencia en la mezcla (pista 9)

## Charts
| Chart (2024)                                | Peak position |
| ------------------------------------------- | ------------- |
| Australia (ARIA)                            | 14            |
| Austria (Ö3 Austria)                        | 13            |
| Bélgica (Ultratop flamenca)                 | 40            |
| Bélgica (Ultratop valona)                   | 6             |
| Canadá (Billboard Canadian Albums)          | 88            |
| Croacia (HDU)                               | 22            |
| Países Bajos (Album Top 100)                | 66            |
| Francia (SNEP)                              | 8             |
| Alemania (Offizielle Top 100)               | 16            |
| Hungría (MAHASZ)                            | 8             |
| Italia (FIMI)                               | 80            |
| Japón (Oricon)                              | 28            |
| Japón Japanese Digital Albums (Oricon)      | 13            |
| Japón Japanese Hot Albums (Billboard Japan) | 21            |
| Nueva Zelanda (Recorded Music NZ)           | 35            |
| Noruega (VG-lista)                          | 35            |
| Portugal (AFP)                              | 52            |
| Escocia (Scottish Albums Chart)             | 22            |
| España (PROMUSICAE)                         | 30            |
| Suiza (Schweizer Hitparade)                 | 6             |
| Reino Unido (UK Albums Chart)               | 59            |
| Estados Unidos (Billboard 200)              | 153           |

## Historial de lanzamiento
| País   | Fecha             | Formatos                            | Discográfica            | Ref.          |
| ------ | ----------------- | ----------------------------------- | ----------------------- | ------------- |
| Varios | 3 de mayo de 2024 | CD, descarga digital, LP, streaming | Monkey Puzzle, Atlantic | [ 16 ] [ 46 ] |